# 大长涂山岛
30°15′55″N 122°21′50″E / 30.265352987778066°N 122.36391987651587°E
大长涂山是浙江省舟山群岛中部的一个岛屿，行政上隶属岱山县长涂镇，其中陆地面积33.56平方公里，包括潮间带总面积40.62平方公里，是岱山县第三大岛。但人口密度较低，仅有人口4,128（2000年普查），尚不及面积小的小长涂山和秀山岛。1992年以前，大长涂山上分为两部分，西面属长涂镇（该镇驻地在小长涂山）管辖，东面设立东剑乡（政府驻地在西剑村）。此后撤消东剑乡，全岛并归长涂镇。
2005年舟山市实行渔农村新型社区建设后，大长涂山上建立两个渔农村新型社区，即西面原属旧长涂镇的港南社区，原东剑乡辖地的东剑社区。
全岛以农业和渔业为主，南侧海域养殖业发达。